# モスクワ東洋学院
座標: 北緯55度45分36.8秒 東経37度38分05秒 / 北緯55.760222度 東経37.63472度

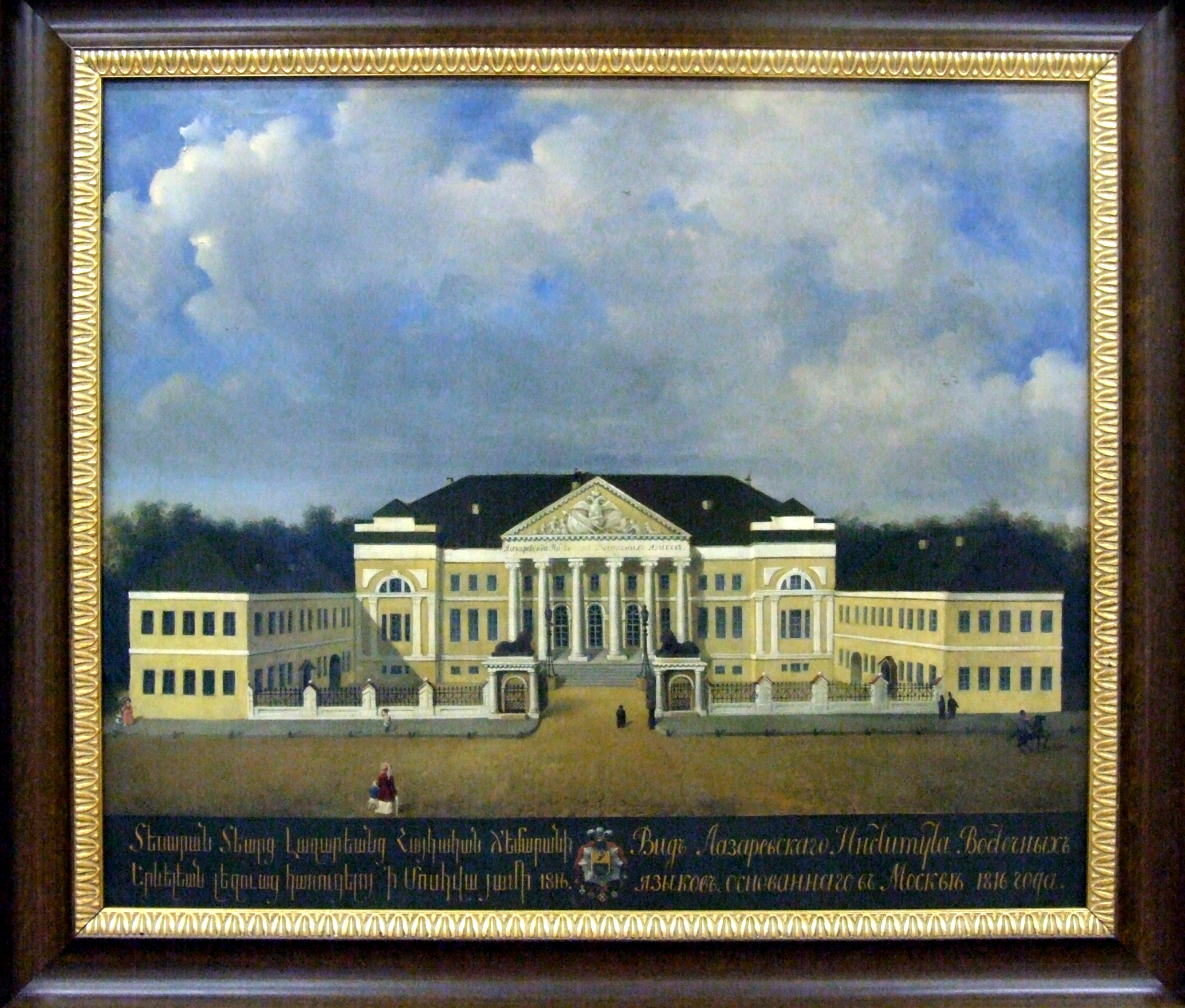
前身となったラザレフスキー東洋言語学院を描いた絵画

モスクワ東洋学院（モスクワとうようがくいん、ロシア語: Моско́вский институ́т востокове́дения: МИВ) は、1920年から1954年まで、当時のソビエト連邦モスクワに存在していた高等教育機関の通称。

## 沿革
1918年、マクシム・ゴーリキーはウラジーミル・レーニンへの書簡で東洋学院創設の構想を提起した。
1919年3月4日、レーニンはロシア・ソビエト連邦社会主義共和国人民委員会議の命令書に署名し、旧ラザレフ東洋言語学院(Лазаревский институт восточных языков)を改組して、新たな東洋学院の創設を命じた。この新たな東洋学院は、1920年9月7日に正式発足した。次いで、翌1921年10月27日には、それまでモスクワに存在していたすべての東洋学研究組織が、モスクワ東洋学院(МИВ)に統合された。インド諸語部門や近隣諸国および中東諸国の言語部門は、事実上そのままモスクワ国際関係大学(МГИМО)に統合された。
この組織は、正式名称にナリマン・ナリマノフの名を冠し、N. N. ナリマノフ記念東洋学院(ロシア語: институт востоковедения имени Н. Н. Нариманова)であったが、一般的には地名を付けてモスクワ東洋学院と通称された。日本語では、「東洋学専門学校」「東方学院」「東洋大学」などと表記されることがある。

## 旧校舎と立地
モスクワ東洋学院(МИВ)は、1954年に廃校となった。学院だった建物には、現在はアルメニア大使館が入っている。

## 著名な出身者
- エフゲニー・プリマコフ(Примаков, Евгений Максимович)
- イーゴリ・ラティシェフ(Латышев, Игорь Александрович)
- ユリアン・セミョーノフ(Семёнов, Юлиан Семёнович)

## 関係したおもな日本人
- 勝野金政
- 佐野学

## 参照項目
- ウラジオストク東洋学院